# エリー砦包囲戦
座標: 北緯42度53分36秒 西経78度55分26秒 / 北緯42.893351度 西経78.923969度
エリー砦包囲戦（エリーとりでほういせん、英: Siege of Fort Erie）は、米英戦争終盤のナイアガラ方面作戦では最後かつ最も長引いた戦闘になった。アメリカ軍はイギリス陸軍の攻撃からエリー砦を守ったが、その後物資が不足したために砦を放棄することになった。

## 背景
ジェイコブ・ブラウン少将が指揮したアメリカ軍は、1814年7月3日にナイアガラ川を渡って、エリー砦を占領した。チッパワの戦いでイギリス軍を破った後、北に進軍したが、イギリス軍はナイアガラ半島の部隊を補強した。7月25日、激戦となったランディーズ・レーンの戦いが起こり、決着は付かなかった。このときブラウンが重傷を負った。この戦闘後、数で劣るアメリカ軍はエリエザー・ウィーロック・リプリー准将の指揮でエリー砦まで後退した。リプリーはエリー砦も放棄してナイアガラ川を渡っての撤退を主張したが、ブラウンがその発言を封じ、サケッツ港からエドモンド・P・ゲインズを召んで指揮を執らせた。
アッパー・カナダ副総督のゴードン・ドラモンド中将が指揮したイギリス軍は、ランディーズ・レーンの戦いで大きな損失を出していた。それでもドラモンドは、アメリカ軍は算を乱して撤退を強いられたと主張し、ナイアガラ川のカナダ領からアメリカ軍を追い出すつもりだと言い張った。その部隊は緩りアメリカ軍の後を追い、8月4日にエリー砦前に到着した。ドラモンド隊の勢力は3,000名だったが、兵士の質についておよび部隊が分遣隊や中隊の混成であるその程度についてドラモンド自身が不満に思っていた。イギリス軍が緩り進軍したことで、アメリカ軍が部隊を再編成し、その防御を強化するだけの時間が与えられた。

### 砦の防御
イギリス軍が最初にエリー砦を造ったときは、2階建て兵舎2棟を強化された砲台で繋いだものだった。兵舎は厚い石の幕壁で繋がれ、中央に主玄関があった。砦の背面（エリー湖から遠い面）は開放された塁道であり、砦を囲む空堀の底からの高さが6フィート (1.8 m) あった。また隅には堡塁が2つあった。この堡塁は完成して居らず、ほとんど保護になっていなかった。砦の全面は大きな土壁で守られ、前向き火砲陣地があった。砦の中央を土壁と堀で仕切られていたが、これも未完成であり、背面の守りは出来合いの木製壁あるいは土盛りであり、その幾らかは高さがやっと3.3フィート (1.0 m) しかなかった。これを中央にある凸角堡の火砲陣地が補っていた。砦には前部で6門の大砲があった。
砦を囲む空堀はその中央に高さ9フィート (2.7 m) の木製壁があった。この壁は外側に傾いており、敵が堀に跳び込むのを防ぐよう先が尖らせてあった。壁の上下には尖らせた棒が植えられ、敵兵を動けなくしたり、傷つけたりするように仕組まれていた。堀は守備隊のゴミ捨て場と下水道にも使われ、その底は滑りやすく臭いの酷い湿地となり、それで敵の動きを遅らせ、さらには負傷した場合に感染症をもたらすことも考えられた。
アメリカ軍は砦を占領してから守りをかなり改良しており、このときはその改良努力を倍加させていた。砦は小さくてアメリカ軍全軍を収容できなかったので、土壁を南に 800 m 伸ばし、スネークヒルと呼ばれた砂の隆起部に届かせて、そこに砲台を建設した。陣地の北端を守るために、北東の稜堡を湖まで繋ぐ土壁を建設し、そこにもう1つ砲台を設けて、その指揮官であるアメリカ陸軍工兵司令部のデイビッド・ダグラス中尉に因んで、ダグラス砲台と名付けた。倒木を使った逆茂木が土壁の前に置かれた。
包囲線が敷かれた時までに、アメリカ軍は砦の背面に3つの木造小型シェルターを建設し、防御工作物や堡塁も強化して、陣地をさらに強く布いていた。

## 前哨戦

### ブラックロックとバッファローへの襲撃

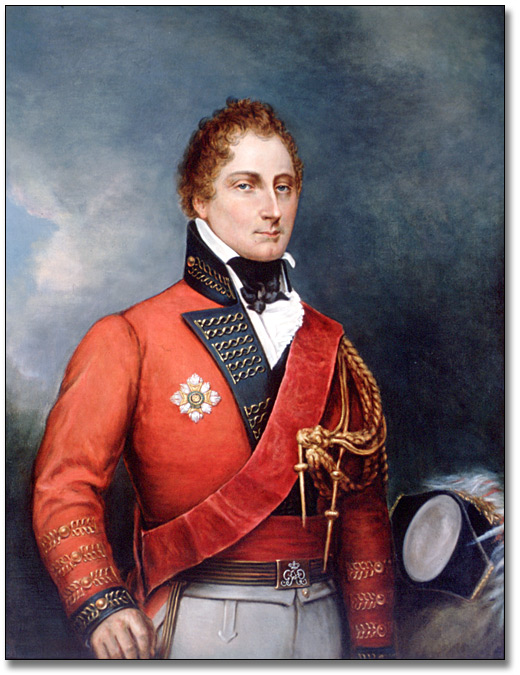
イギリス軍ゴードン・ドラモンド中将、アッパー・カナダ副総督

イギリス軍がエリー砦に到着したとき、ドラモンドはまず8月3日に平底船でナイアガラ川を渡し、バッファローとブラックロックを襲撃させて、アメリカ軍の物資や食料を破壊させようとした。その部隊は2つに分けられた。1つはエバンス中佐の指揮する第41歩兵連隊から2個フランク中隊と4個センター中隊で構成され、もう1つはドラモンドの甥であるケルティのウィリアム・ドラモンド中佐が指揮する第89歩兵連隊の第2大隊軽装中隊と第100歩兵連隊、第104連隊のフランク中隊で構成された。これに幾らかの砲兵が加わり、総勢は600名になった。全体指揮は第41歩兵連隊の上級中佐であるジョン・タッカー中佐が執った。
この襲撃は失敗だった。ナイアガラ川のアメリカ側に上陸すると、徒渉が難しいコンジョクタ・クリーク（現在のスカジャカダ・クリーク）に架かる橋が壊されており、アメリカ軍ロドウィック・モーガン少佐の指揮するアメリカ第1ライフル銃連隊に志願兵を加えた240名の分遣隊が、橋の修繕を阻止するためにクリークを守っているのが分かった。このときの戦闘で、イギリス軍は戦死11名、負傷17名、不明5名を出した。アメリカ軍は6名を捕虜にしており、イギリス軍に戦死と報告された者のうち1名は捕虜になっていたことになる。従って戦死10名、負傷18名、捕虜6名である。タッカーは部隊が恐慌を起こして逃亡したと報告したが、最後は再集合させられた。アメリカ軍は戦死2名、負傷8名だった。モーガンはその数日後に前進基地間の衝突で戦死した。

### 包囲戦の準備
ドラモンドはその後の数日間で重要な部下数人を失い、自ら包囲戦を指揮するしかなくなった。ナイアガラ半島の「右師団」指揮官であるフィニアス・リアル少将はランディーズ・レーンで負傷し、捕虜になっていた。その代役であるヘンリー・コンラン少将はイングランドから最近到着したばかりだったが、馬から落ちて脚を骨折し、動けなかった。ロイヤル・スコッツのステュワート大佐がその代わりにヨークから呼び出されたが、マラリア熱に罹っていた。第103歩兵連隊のハーキュールズ・スコット大佐は旅団の指揮を放棄してその連隊指揮に戻ることを求めていた。

### オハイオとサマーズの捕獲
イギリス軍が包囲線と砲台を構築している間に、ナイアガラ川に碇泊していたアメリカのスクーナー3艦が砲撃を掛けてきた。このとき、オンタリオ湖のイギリス海軍戦隊から派遣された小さな船3隻は、ナイアガラ川河口で、より大きなアメリカの艦船3隻に妨害されていた。イギリス艦を指揮していたアレクサンダー・ドブス海軍中佐とその水兵やイギリス海兵隊が、ギグ1隻とボート5隻をナイアガラ滝の下から陸路引き摺っていき、8月12日の夜にエリー砦沖にいたアメリカ軍スクーナーに乗り移り攻撃を掛けた。スクーナーの乗組員は人影を視認して誰何したが、イギリス兵が「食料運搬船」と答え、舷側にボートを寄せるまでアメリカ兵を欺き続けた。イギリス兵はオハイオ と サマーズを捕獲した。USSポーキュパインは碇綱を切って逃げ出したが、岸の砲台から敵と間違えて砲撃された。この戦闘で、イギリス軍は2人が戦死し、4名が負傷した。一方アメリカ軍は戦死1名、捕虜70名となり、そのうち8名は負傷した。このイギリス軍の勝利でイギリス軍の士気を挙げたが、ドラモンドはアメリカ軍の士気が同じくらい沈んだものと考えてしまった。アメリカ軍の脱走者からこの考えを吹き込まれたこともあった。その脱走者は砦の守備兵が1,500名に過ぎないと報告してもいたが、実際には2,200名いた。

## イギリス軍の襲撃
8月13日、ドラモンドは、24ポンド軽野砲2門、18ポンドあるいは24ポンドの海軍砲4門で砦に対する攻撃を開始した。この砲撃はあまりに長射程で行われたので、砦の壁に対して効果が無かった。それでもドラモンドは8月15日から16日にかけての夜に3方からの攻撃を掛けさせた。そのそれぞれがアメリカ軍の砲台1つを標的にさせた。最大の部隊はビクター・フィッシャー中佐が指揮する1,300名であり、スネークヒル防御線南端の側面を襲った。2つ目はハーキュールズ・スコット大佐の指揮する700名であり、ダグラス砲台と防衛線の北端を攻撃し、アメリカ軍宿営地を掃討して中央でフィッシャーの部隊と落ち合うこととされていた。3つ目の部隊はウィリアム・ドラモンド中佐が率いる陸兵、水兵、海兵の360名であり、他方面の攻撃が始まってから、昔イギリス軍が建てた兵舎を占領することを目標にしていた。700名を切る予備隊がタッカー中佐の指揮で包囲線の中に残されていた。
スコット大佐とドラモンド中佐はどちらも経験を積んだ軍人だったので、ドラモンド将軍の作戦にあまり信頼を置いていなかった。どちらも戦闘に入る前に個人的な事情の調整を行い、それぞれの妻に宛てて手紙を送っていた。ドラモンドはロンドンのロイズからの贈り物だったその刀を、第89連隊のウィリアム・"タイガー"・ダンロップ軍医に渡してさえいた。出撃の少し前に両人は互いの幸運を祈り、別れを告げた。
各部隊は暗闇の中で出発したが、日中の準備の状況は砦からも見えていた。急襲はほとんど不可能な状況だった。フィッシャー隊はスネークヒルの南まで長駆行軍を行い、スコット隊とドラモンド隊は降り注ぐ雨の中を、砦の北数百ヤードの谷で待機した。攻撃が始まる1時間前に、砦に対する砲撃がやんだ。それまでに砦守備隊に戦死10名、負傷35名を出させていた。

### アメリカ軍の準備

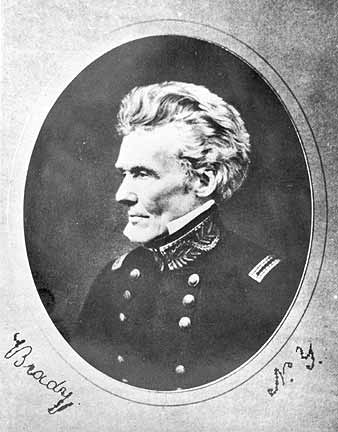
アメリカ軍のエドモンド・ペンドルトン・ゲインズ准将、8月29日に負傷するまでエリー砦を指揮した。写真は後年に撮影されたもの

砦の中ではゲインズ将軍が部下に抵抗を命じていた。このことで激しい雨の中でその守備位置に立っていることを強いられた兵士から不満の声が挙がったが、それは来るべき戦闘で重要であることが証明された。また大砲に充填されているものは一旦引き出して詰め替えるよう命令した。これで湿った火薬で失火しないように確認できた。
リプリー准将が第21および第23歩兵連隊とともにスネークヒルを守っていた。その頂上には大きな砲台があり、ナサニエル・タウソン大尉の指揮する6門の大砲が据えられていた。砦自体は第19歩兵連隊の2個中隊とウィリアムズ大尉とグッキン大尉の指揮する大砲3門で守られていた。砦とダグラス砲台（大砲1門）の間の壁は第9歩兵連隊、ニューヨーク州とペンシルベニア州民兵の志願兵中隊、馬を降りたニューヨーク州志願竜騎兵、大砲1門が守っていた。
砦とスネークヒルの間の長い壁にはピーター・B・ポーター准将の下に、第1および第4ライフル銃連隊の分遣隊、ペンシルベニア第5志願兵隊、スウィフトのニューヨーク民兵分遣連隊と大砲5門が配置された。また予備隊としてアメリカ第11及び第22歩兵連隊の2個中隊、アメリカ軽装竜騎兵分遣隊が指定された。

### フィッシャーの攻撃
フィッシャー隊は第2/第89歩兵連隊の軽装中隊、第100歩兵連隊、第1大隊の残り、第8歩兵連隊（その前の戦闘で大きな損失を出していた）、フィッシャー自身の連隊から志願兵、ド・ワットビルの連隊で構成されていた。ド・ワットビルの事実上スイスの連隊はヨーロッパ全域からの出身者で構成され、その多くはナポレオン・ボナパルト軍の戦争捕虜または脱走兵であり、イギリス人の指揮官はその忠誠心を疑っていた。接近行軍中も1時間毎に点呼が行われ脱走を防止していた。幾人かしっかりした者を除けば、その銃から火打ち石を外し、岡の上の敵砲台は銃剣で奪うよう命令されていた。
この部隊は砦の防衛線から300 m 手前でアメリカ軍哨兵と遭遇した。急襲が成功するところだったが、雨が降っていたために高い草を通るときに起こる鞭のような騒音が悪い方に働いた。哨兵が発報して守備隊に警報を送り、その後に大急ぎで撤退した。攻撃隊の先頭が逆茂木に殺到した。彼等がそこに到着すると、タウソンが発砲を始めた。その砲台からの砲撃のリズムにより「タウソンの灯台」というニックネームが付くことになった。砲台へ何度か襲撃が行われたが、攻撃側の多くが崩れ、恐慌に陥って逃亡し、後にいたしっかりした兵士も一緒に取り去ることになった。何とか防御工作物に取り付いたとしても、攻城戦用に作られた梯子が堀の深さを考慮に入れて居らず、壁を乗り越えるには5フィート (1.5 m) も足らなかった。ド・ワットビル連隊の軽装中隊が、ナイアガラ川を泳いで防御線を交わそうとしたが、流れが速くて多くの者が流され溺れた者も出た。生き残った者も直ぐに捕まえられた。
攻撃部隊の中には退却までに5回も突撃した者もいた。第8連隊の軽装中隊のような部隊は、その勢力の3分の2を失っていた。ド・ワットビルの連隊は損失数が144名になった（多くは「不明」であり実際には森に隠れて翌朝脱走していた）。アメリカ軍のこの部分を指揮していたリプリーは、147名を捕虜にしたと報告した。その部隊の損失はほんの1ダースに過ぎなかった。フィッシャー隊は混乱の内に後退し、再度の試みは不可能と判断された。

### スコットの攻撃
ハーキュールズ・スコット大佐の部隊は、彼自身の第103連隊からその軽装中隊を抜いたものだった。スネークヒルから砲声が聞こえるやいなや攻撃を始めさせた。哨兵がその部隊を見咎め、守備隊への警報でマスケット銃を放ったので、急襲の要素は直ぐに失われた。イギリス兵が砦に十分近づくと砦とダグラス砲台の大砲（弾筒を備えていた）および数百名のアメリカ歩兵が発砲し、土手と湖の間の狭い正面に詰まっていたイギリス部隊に恐ろしい損失を出させた。この攻撃の初期段階でスコットは頭にマスケット銃の致命傷を受けた。副司令官のウィリアム・スメルトも重傷を負っていた。この戦闘のある時点でイギリス軍の間から「打ち方止め、仲間を撃っているぞ！」という叫びの声が上がったので、ほぼ1分間戦闘が中断したが、不慣れなアクセントで確信が持てなかったアメリカ軍士官が「勝手にしろ！」と叫び返したときに戦闘が再開された。ボロボロになったスコット隊は360名の損失を出して後退した（ただし、ある者は後にドラモンド隊の砦攻撃に加わった）。スコット隊の攻撃に直面していたアメリカ軍には損失が出なかったと報告された。

### ウィリアム・ドラモンドの攻撃
ウィリアム・ドラモンド中佐の部隊はロイヤル砲兵隊砲手の小さな分遣隊、第41歩兵連隊と第104歩兵連隊のフランク中隊、ドブス海軍中佐の指揮するイギリス海兵隊50名とイギリス海軍の水兵90名で構成されていた。砦への攻撃は当初ほとんど進まなかった。暗闇に覆われ、戦場に掛かっていた深い煙を使って、ドラモンドは兵士を堀の中に移動させて、北東の稜堡を攻撃させた。イギリス部隊はそこの完全な急襲に成功してアメリカ砲兵を捕まえた。アメリカ兵は直ぐに大砲を捨てて逃亡した。ジョン・ウィリアムズ大尉とパトリック・マクドナウ中尉が指揮していた兵士は立ち塞がって戦ったが、直ぐに殺され、ドラモンドは「忌々しいヤンキーに慈悲はいらない！」と叫んでいた。アメリカ第21歩兵連隊（マサチューセッツ州で編成）の兵士集団がパレード広場で再編成し、稜堡に銃弾の雨を注いだ。この一斉射撃でドラモンドが戦死したと考えられている。あるアメリカ兵に拠れば、戦いの真っ最中に「赤服の悪魔がパイクで武装し、自分の死のために叫んでおり、我々は彼に即座に死を与えた。彼は我々の足元から遠くないところ、マスケット銃の長さも無い所に倒れた」と話していた。
攻撃隊は2つの兵舎の隙間7フィート (2.1 m) を通って2度突撃し、パレード広場に入ったが、兵舎や食堂の中にまでは入ることができなかった。守備隊は北東の稜堡を取り返そうとしたが、追い返された。ドラモンド将軍はこの攻撃隊を補強するためにロイヤル・スコッツの第1大隊から2個中隊を送っただけだった。この部隊はその半数を失い、砦に到達したのは極少数だった。押し込んだり押し返したりしながら1時間近くを戦った後、アメリカ兵が後方凸角堡の18ポンド砲を、50ヤード (45 m) 足らずしか離れていない稜堡にむけ直して砲撃を始めた。イギリス兵も捕獲した大砲の1つを向け直して応じ、アメリカ軍の18ポンド砲をその砲架から外させた。
イギリス部隊が捕獲した大砲で砲撃を始めてから間もなく、その足下にあった稜堡の大きな火薬庫に火が付いた。爆発は激しく、稜堡の全体と付属する兵舎のほとんどを破壊した。重さ2トンある大砲が砦から100ヤード (90 m) も放り出された。この稜堡で150名ないし230名、主にイギリス兵とカナダ兵が戦死した。砦の壁から吹き飛ばされた攻撃兵が堀の中にいた兵士の銃剣に着地したという、陰惨な情景も報告された。この爆発で両軍ともに混乱状態となったが、砦のアメリカ軍は兵舎によって爆風をまともに受けることを免れていた。ダグラス中尉は火を噴いた大きな木材が隣にいた兵士にぶつかったときに、危うく死ぬところだった。攻撃隊の残りは砦全体が吹き飛んだと考え、恐慌の中で撤退した。ドラモンド隊はこの攻撃の間に全滅に近い状態になった。翌日第104連隊が集合して点呼を行うと、そこに立っていた者達は攻撃に参加した者の半数以上が失われていたことに、声を出して泣いた。

### 8月16日の攻撃の総括
この日の攻撃でイギリス軍の損失は戦死57名、負傷309名、不明537名（その多くは砦の火薬庫の爆発で戦死した）となっていた。ウィリアム・ダンロップ軍医の日誌では、負傷者の手当てのために3日近く休みなく働いたとしてあった。アメリカ軍は360名を捕虜にしており、そのうち174名が負傷していた。ゲインズ将軍は、砦の中と周辺にイギリス兵222名の死体が残されていたと報告した。このことでイギリス軍の損失は戦死222名、負傷309名、捕虜360名（その内174名が負傷）、不明が12名となった。
アメリカ軍守備隊は、戦死17名、負傷56名、不明11名だった。

## アメリカ軍の出撃

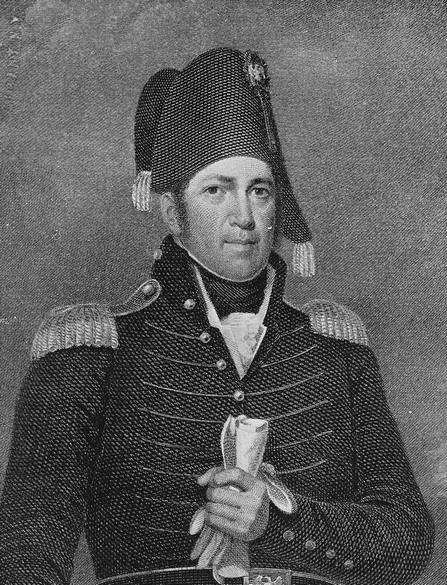
アメリカ軍ジェイコブ・ブラウン少将、北部方面軍左翼師団指揮官

ドラモンド将軍の軍隊はこの攻撃で蒙った大きな損失に加えて、病気と疲弊でかなり戦力が弱っていた。イギリス軍にはテントが無く、木の皮と枝で造られた粗末な小屋とシェルターでは、ほとんど夜露を凌げなかった。秋の雨が始まると、地面は急速に数インチも水に浸かった。それでもドラモンドは第6および第82歩兵連隊の補強を受けた。どちらも半島戦争でウェリントン公の軍隊に仕えていたベテランだった。この部隊で包囲戦を維持した。ルイ・ド・ワットビル少将も加わり、包囲戦の日々の行動について指揮を執った。
8月29日、イギリス軍の狙撃でゲインズ将軍が重傷を負い、リプリー准将が指揮を交代した。この方面作戦全体に対するリプリーの意見は積極的なものとはとても言えず、またイギリス軍がさらに援軍を増やして砦を取りに来るという噂もあった。ジェイコブ・ブラウン少将はランディーズ・レーンの戦いで受けた傷から少しばかり快復しただけだったが、それでもエリー砦に戻って、悲観的なリプリーから指揮権を取り上げた。ドラモンドの部隊は勢力を落としているという噂があり、ドラモンドが成功できない包囲を諦めるまで単純に待てばよいという意見が強かったが、ブラウンは攻撃に出る決断をした。

### 9月4日の攻撃
9月4日、ピーター・B・ポーター准将の指揮する、ニューヨーク州とペンシルベニア州民兵隊からの志願兵旅団分遣隊が、イギリス軍砲台2号を攻撃するために派遣された。この戦闘は6時間近く続き「恐ろしいほどの雨と雷」で中断されるまで続いた。この戦闘でカナダ志願兵隊（イギリスに対抗するカナダ人の小部隊）のジョセフ・ウィルコックス大佐が胸を撃たれて戦死した。

### 9月17日の攻撃
9月15日、イギリス軍がその包囲線西端に砲台3号を完成させ、それでアメリカ軍防衛線の大半を縦射できることになった。ブラウンはドラモンドの包囲線西端を側面から攻撃し、砲台を占領してその大砲を使えなくする作戦を立てた。ポーター准将が攻撃の主力を任された。その先遣隊がイギリス軍砲台3号背後の地点まで森を通す道を払った。ドラモンド隊とインディアンはおそらく、雨、病気および食糧不足によって無気力になっており、この動きについて何も報告を受けられなかった。イギリス軍は塹壕線の端を覆う小要塞を建設していたが、周辺の森を伐採してはいなかった。
9月17日正午、ポーターの第23アメリカ歩兵連隊を伴った民兵志願兵部隊、総勢1,600名が、激しい雨に隠れて先の道を進んだ。この部隊は、イギリス軍包囲線の端を守っていたド・ワットビル連隊の残兵に対して、完全な急襲に成功し、砲台3号を占領した。これと時を同じくして、准将に昇進したばかりのジェイムズ・ミラーが、第9、第11および第19アメリカ歩兵連隊の分遣隊を率い、8月15日にイギリス軍が攻撃する前にその部隊を隠していた谷を進み、イギリス軍の中央部を攻撃した。正面と側面を攻撃された砲台2号も占領された。
この時までにドラモンドの予備隊が急ぎ前面に出された。キャンベル中佐が第82連隊と第6連隊の一部と共に派遣されて砲台2号の奪還に向かい、ジョン・ゴードン中佐は第1ロイヤル・スコッツと第2/第89連隊を率いて砲台3号の奪還に向かった。イギリス軍塹壕線の中で激しい戦闘があったが、アメリカ軍は砲台を1号を占領できず、砲台2号と3号からも駆逐された。ブラウンは兵士に砦に戻るよう命令し、リプリーを前線に送ってポーターとミラー隊の撤退を援護させた。ダンロップ軍医は、パッティソン少佐が第82歩兵連隊の2個中隊を率いて砲台2号の奪還に向かった時の恐ろしい出来事を次の様に記録していた。

彼らは敵の大群に一斉射撃を浴びせた。敵は大変小さな空間に固まっていたので反撃できなかった。パッティソンが直ぐに飛び出し、アメリカ軍指揮官に降伏を要求した。抵抗すれば命を失うばかりで何も得るものが無かったからだった。彼は武器を地面に置くように命じ、幾らかの部下もその行動に移っていたが、アメリカ兵がライフル銃を挙げてパッティソンの心臓を撃った。直ぐに第82歩兵連隊が砲台に向かって突撃し、そこのあらゆる生命は銃剣の餌食になった。
砲台3号にあったドラモンドの攻城砲6門のうち3門が破壊された。アメリカ軍は砲台2号からの撤退前に、大砲に釘を打ち込んで使えなくすることができなかった。
この2時間の戦闘で、アメリカ軍は戦死79名、負傷216名、不明216名を出した。ポーター、ミラー、リプリーも全て負傷した。公式報告書で不明とされた216名の内、170名は捕虜になっていた。その中には負傷した者もいた。その他の46名は砲台2号の虐殺で戦死した可能性が強い。この砲台で生き残ってその戦友の運命を伝えることができたアメリカ兵は居なかったからである。
イギリス軍の公式報告書では戦死115名、負傷178名、不明316名となっていた。アメリカ軍は382名（士官11名と兵卒371名）を捕虜にしており、イギリス軍公式報告書で戦死とされた者のうち66名は捕虜になっていたことがわかる。戦場の森が深かったので、報告書に戦死と記録された者には、木や下ばえの間に横たわっていた者を数えた可能性がある。最終的にイギリス軍の損失は戦死49名、負傷178名、捕虜382名となる。捕虜となった士官11名のうち2名は負傷していた。

### 包囲戦の終了
アメリカ軍は知らないことだったが、ドラモンドは9月16日に包囲戦を切り上げる決断をしており、その砲兵隊にはできるだけ早くジョージ砦に移動するよう命令を出していた。牽引用の家畜が不足してその出発が遅れていた。最終的にイギリス軍がチッパワ川方面に撤退したのは9月21日夜になってからだった。ドラモンドからイギリス軍北アメリカ総司令官ジョージ・プレボスト中将に宛てた手紙では、続いていた豪雨、兵士の病気、宿営用装備の不足が、包囲戦を切り上げる理由に挙げられていた。戦力として使える兵士は2,000名まで減っており、その宿営地は「深い森の中の湖」の観さえあった。
8月1日から9月21日までの包囲戦全体で、アメリカ軍の損失は戦死104名、負傷250名だった。ただし8月3日のコンジョクタ・クリークでの戦闘、8月12日のオハイオとサマーズの捕獲、8月13日から15日早朝の砲撃戦、8月15日の襲撃、9月17日の出撃は含んでいない。これら損失の29名を除いてはすべてアメリカ軍正規兵だった。この期間に捕虜になったあるいは不明になったアメリカ兵の数は分かっていない。イギリス軍の全体の損失もまた不明である。
現在のアメリカ陸軍には、この包囲戦に参戦したアメリカ軍部隊の後継部隊であるとする部隊が9個存在する。

## 砦の放棄
9月初旬、ジョージ・イザード少将の師団が、ニューヨーク州プラッツバーグからサケッツ港まで行軍するよう命令を受け、9月17日に到着した。9月21日、アイザック・チョウンシー代将が敷きするオンタリオ湖アメリカ海軍戦隊が、ナイアガラ川の数マイル西にあるジェネシー川までこの師団の一部を搬送し、そこからはブラウン軍を補強するために行軍した。イザードが上級将校だったので、合同部隊の指揮を執った。アメリカ軍はこのとき6,300名となり（民兵の志願兵800名を含む）、ドラモンド隊に対してははっきりと優勢だった。ドラモンド隊は援軍（第96歩兵連隊）が到着した後でも2,500名に過ぎなかった。ブラウンは即座に総攻撃することを望んだ。しかしイザードは10月13日まで待って、慎重な前進を開始した。そのときまでにイギリス軍は健康状態と士気を回復させており、チッパワ・クリークに強力な防衛線を構築していた。この川の河口で砲撃戦があったが決着はつかず、また10月19日におこたクックスミルの戦いで、イギリス軍の前進基地に対して小さな勝利を収めた後、イザード軍は撤退した。
10月15日、オンタリオ湖でイギリス軍は1等艦の戦列艦HMSセントローレンスを進水させ、チョウンシーの戦隊は直ぐにサケッツ港に引き込んだ。アメリカ軍がナイアガラの前線に物資を運ぶのは不可能になり、秋と冬には使えなくなる原野の道路があるきりだった。これと同時にイギリス軍はナイアガラの部隊を補強し、物資を補給することができた。イザードはアメリカ合衆国陸軍長官ジェームズ・モンローに宛てて、「この戦争中にアメリカ合衆国の最も効率的な軍隊の長として、多くのことが期待されているに違いない。しかしこの時点で危険性を冒すだけの価値があるような目標を識別できていない」と書き送った。
ブラウンの要請によって、ブラウンとその師団はサケッツ港に移動し、重要な海軍基地を守ることになった。イギリス軍はそこへの攻撃を考えていたが、冬になる前にセントローレンス川を上って必要とされる部隊を輸送できなかった。イザードは物資に不足したのでエリー砦を放棄し、残り部隊と共にニューヨーク州で冬季宿営に入ることにした。11月5日、アメリカ軍は砦に爆薬を仕掛けて破壊し、川を渉って撤退した。このことでイギリス軍も冬季宿営に入ることができ、冬の気候からくる損失に対応できた。イザード自身は病気による休暇を求め、さらに辞任を願い出たが拒否された。ブラウンを含め多くの士官がイザードの臆病さを告発し、その結果危うく軍法会議に掛けられるところだったが、その軍事知識および優れた経歴故に文民の職に回されることとなり、結局アーカンソー準州知事になった。
イギリス軍がエリー砦があった場所に戻って来たとき、資金不足のために砦の再建は選ばず、単に間に合わせの兵舎を建設していたが、それも1821年には完全に放棄した。
ドラモンド将軍はエリー砦攻略に失敗した後は特に、何度か精神力の欠如や行動の誤りについてその軍隊を責めたが、歴史家の多くは、ドラモンド自身がその作戦にまずさがあり、部隊の健康や士気を適切に維持する配慮を怠っていたと評価している。

## 原註
1. ↑  In the four main engagements; other losses unknown. As per the figures given in main text: 10 killed, 17 wounded and 6 captured at Conjocta Creek on 3 August; 2 killed and 4 wounded at Somers and Ohio on 12 August; 222 killed, 309 wounded, 360 captured and 12 missing on 15 August; 49 killed, 178 wounded and 382 captured on 17 September.
2. ↑  In the four main engagements; other losses unknown. As per the figures given in the main text: 2 killed and 8 wounded at Conjocta Creek on 3 August; 1 killed and 70 captured at Somers and Ohio on 12 August; 10 killed and 35 wounded in the cannonade of 15 August; 17 killed, 56 wounded and 11 missing on 15 August; 79 killed, 216 wounded, 170 captured and 46 missing on 17 September; 104 killed and 250 wounded in the general siege operations
3. ↑  A British battalion of the time consisted of eight "centre" companies, and one grenadier and one light infantry company, referred to as the "flank" companies, into which the most experienced or proficient soldiers were concentrated.
4. ↑  The two understrength battalions of the 41st had been amalgamated into a single unit late in 1813, leaving one battalion commander as a supernumary.
5. ↑  Wood, pp. 197-8 and James, p. 471. Cruikshank, Documentary History, p. 219, gives a transcription of the official casualty return in which the unit-by-unit subtotals add up to 178 wounded but the grand total is given as 148 as a consequence of the total for wounded 'rank and file' being misprinted as '117 instead of '147'. Whitehorne, p. 105, increases the number of British 'missing' from 316 to 400 but gives no source for this alteration. Barbuto, p. 279, says, "Drummond reported 719 casualties: 115 killed, 178 wounded and 426 missing". Barbuto's figure for 'missing' appears to be a typographical error because he sources these casualties to Wood, pp. 195-199, which simply gives the official British casualty return in which 316 men are reported as 'missing'